# 銅頰鏢鱸屬
銅頰鏢鱸屬，是條鰭魚綱鱸形目河鱸科下的一個屬。

## 分類
本屬屬於鏢鱸亞科，目前有4個被認可的種：
- 阿氏鏢鱸 Nothonotus aquali (Williams & Etnier, 1978)
- 小鱗鏢鱸 Nothonotus microlepidus (Raney & Zorach, 1967)
- 血鏢鱸 Nothonotus sanguifluus (Cope, 1870)
- 斯氏銅頰鏢鱸 Nothonotus starnesi Keck & Near, 2013